# Петряев, Александр Михайлович
Александр Михайлович Петряев (27 октября 1875 — 9 ноября 1933, Белград) — русский дипломатический деятель. Заместитель министра иностранных дел при Временном правительстве России.

## Биография
Выпускник восточного и юридического факультетов Санкт-Петербургского университета. Полиглот. Владел четырнадцатью языками.
Начал дипломатическую службу в Персии. Служил драгоманом российского посольства в Константинополе, помощником российского гражданского агента в Османской империи по реформам в Македонии.
На Лондонской конференции, завершившей Первую Балканскую войну был экспертом по вопросам разграничения сербско-албанской границытв начале января 1923 года.
С 1913 года — посланник России в Албании. Русский консул в Македонии.
После начала Первой мировой войны по поручению министра иностранных дел Российской империи С. Д. Сазонова занимался изучением положения славян в Австро-Венгрии и выработкой проекта устройства их будущей судьбы. Затем был начальником ближневосточного отдела МИД.
В 1916 году — чиновник 22-го политического отдела МИД.
В 1917 году при Временном правительстве — товарищ (заместитель) министра иностранных дел России. 13 ноября 1917 года за отказ от подчинения Совету Народных Комиссаров приказом Л. Троцкого уволен от должности без права на пенсию.
В 1919 году в Правительстве при главнокомандующем ВСЮР А. И. Деникине был помощником князя Г. Н. Трубецкого по управлению ведомством вероисповеданий. Со 2 января 1920 года — официальный дипломатический представитель генерала Деникина в Болгарии. Одной из задач, вставших перед ним, стало первоначальное обустройство русских беженцев питанием, одеждой и квартирами, улаживание формальностей, связанных с паспортами и визами, назначением на работу и т. д.
Оказал существенную помощь правительству Врангеля.
Во время нахождения у власти премьер-министра Болгарии А. Стамболийского к концу 1922 года между А. М. Петряевым и болгарским земледельческим правительством возникли серьёзные недоразумения. Осенью 1922 г. в Болгарии был арестован русский депонированный фонд в 11 млн левов, осуществлена конфискация армейского имущества, проводилась высылка воинских чинов, ликвидирована организация генерала Покровского. В конце 1922 — начале января 1923 года Петряев оставил Софию и переехал в Королевство Сербия, где стал работать в местном МИД.
В эмиграции жил в КСХС/Югославии.
Известен также как один из главных создателей казачьего хора Сергея Жарова.
Умер А. М. Петряев 9 ноября 1933 года в Белграде.